# Fries (Virginia)
Fries è un comune degli Stati Uniti d'America, situato nello Stato della Virginia, nella Contea di Grayson.